# Ichikawa Danjūrō V
Ichikawa Danjūrō V (五代目市川團十郎, Godaime Ichikawa Danjūrō, Agosto de 1741 - Outubro de 1806), também conhecido como Ichikawa Ebizō (市川海老蔵) foi considerado um dos maiores e mais populares atores de Kabuki de todos os tempos. Em sua carreira, Danjūrō obteve um dos maiores rankings no hyōbanki, uma publicação anual de Edo que avaliava atores e performances. Em certo ponto, no ano de 1782, Danjūrō recebeu o ranking de "O Favorito Inigualável deste Tempo" (当時無理贔屓, tōji muri hiiki).
Ele é retratado em incontáveis ukiyo-e de atores de kabuki (yakusha-e), e ao contrário de vários atores que focam em apenas um tipo de papel, Danjūrō se especializou em vários tipos, representando heróis, vilões, samurais, camponeses e mulheres com igual habilidade. Um de seus papéis mais famosos é o do herói na peça Shibaraku.

## Nomes
Como muitos atores de kabuki e artistas de seu tempo, Danjūrō recebeu muitos nomes. Foi o quinto a ser chamado de Ichikawa Danjūrō, e mesmo não sendo o primeiro a receber o nome de Ichikawa Ebizō, ele usou kanjis diferentes de seus antecessores para compor seu nome. Foi membro das guildas Naritaya e Kōraiya, e pôde ser chamado por esses nomes. Outros nomes que utilizou no palco incluem Ichikawa Hakuen I, Matsumoto Kōshirō III, Matsumoto Kōzō, Matsumoto Umimaru, e Naritaya Shichizaemon (I). Em círculos de poesia, comumente usava os nomes Baidō, Omegawa, Sanshō, e Hakuen.

## Linhagem
Foi o quinto na linhagem dos Ichikawa Danjūrō, seu pai, avô e bisavô sendo o quarto, segundo e primeiro na linhagem respectivamente (seu pai e seu avô também foram conhecidos como Ebizō II e III). Danjūrō teve um filho chamado Momotarō que faleceu muito jovem. Seu filho adotado o sucedeu e se tornou o Ichikawa Danjūrō VI. Danjūrō VII e IX foram seus netos.

## Vida e Carreira
O ator que mais tarde seria conhecido como Ichikawa Danjūrō V nasceu em Edo (atual Tóquio) em agosto de 1741, e apareceu no palco pela primeira vez aos quatro anos. Seu primeiro papel em uma peça foi em 1754, aos treze anos, na peça "Miura no Ōsuke Bumon no Kotobuki", no teatro Nakamura-za em Edo. Até o ano de 1770, seu nome de ator era Matsumoto Kōshirō (III).
Em 1760, os teatros Nakamura-za e Ichimura-za foram destruídos por um incêndio que atingiu boa parte de Edo chamado "Akashiya", nomeado em razão da loja em que começou. Kōshirō ajudou na reconstrução dos teatros, e se apresentou no Ichimura-za no mês seguinte. Como todos os atores de Kabuki, Kōshirō devotou sua vida quase exclusivamente ao teatro. Aos 29 anos Kōshirō havia participado de 35 peças, possivelmente muitas mais. Com a mesma idade, em novembro de 1770, Kōshirō participou de uma grande cerimônia de nomeação (shūmei (襲名, sucessão de nome) no Nakamura-za, e obteve o nome Ichikawa Danjūrō. Após isso, houve uma performance da peça "Nue no Mori Ichiyō no Mato", na qual Danjūrō se apresentou no papel principal da Shibaraku pela primeira vez. Esse papel foi, quase sempre, apresentado por integrantes da linhagem Ichikawa Danjūrō, e veio a se tornar um dos papéis mais famosos do Quinto Danjūrō.
No ano seguinte, Danjūrō se tornou o chefe (zagashira (座頭, lit. cabeça do teatro) da trupe Morita-za e saiu do teatroo Nakamura-za, onde seu pai ainda se apresentava. Ele retornou ao Nakamura-za em 1773, mas o deixou novamente no ano seguinte junto com outros atores, se juntando novamente ao Morita-za. O filho de Danjūrō, Momotarō, nasceu em 1768 e faleceu em 1776 aos oito anos. Danjūrō começou a se apresentar no Ichimura-za, deixando o Morita-za novamente. Nesse ponto, de acordo com o livro "Bisbilhotando Atores" (Yakusha Sensakuron (役者詮索論)), ele estava vivendo na cidade de Sakai no distrito Sumiyoshi, ganhando 800 ryō por ano (naquele tempo, um ryō equivalia a cerca de 100 mil ienes).
O mês de agosto de 1778 marca outro evento na vida de Danjūrō, bem como no mundo do kabuki em geral. Como um resultado da influência crescente de Danjūrō, este acabou atraindo para si diversos inimigos entre os atores com quem contracenava. Acusado de apropriação de fundos, Danjūrō foi obrigado a dar seu nome para outro ator, Matsumoto Kōshirō IV, e usar o nome Ichikawa Ebizō. Após demonstrar seu descontentamento no palco e acusar Matsumoto Kōshirō IV e Iwai Hanshirō IV em público de conspirar contra ele, Danjūrō foi obrigado a deixar os palcos por um tempo. Embora tenha retornado ao Morita-za três meses depois para se apresentar, Danjūrō não voltou ao Nakamura-za por um ano inteiro. Em novembro de 1779 ele voltou, e se tornou o zagashira. Sete anos depois, Kōshirō IV se juntou a Danjūrō em uma apresentação no Kiri-za, reconciliando-se.
Danjūrō recebeu formalmente o nome Ebizō em uma cerimônia no Ichimura-za em 1791. Porém, ao escrever "Ebizō" ele usou kanjis diferentes dos que seu pai e avô utilizaram. Ebizō era anteriormente escrito como "海老蔵", mas o novo Ebizō decidiu usar "鰕蔵". Cinco anos depois, Ebizō anunciou sua aposentadoria aos 55 anos. Mudou seu nome para Naritaya Shichiemon e se mudou para uma pequena cabana na ilha de Ujishima, perto de Mukōjima. No mês seguinte, o hyōbanki o classificou como sanga no tsu murui-dai-shigoku-jō-jō-kichi-murui (河の津無類大至極上々吉無類 "Inigualado nas Três Capitais - grande - extremo - superior - superior - excelente).
Ele voltou aos palcos pouco após a morte de seu filho adotado, Ichikawa Danjūrō VI, em 1799, recebendo o nome Ichikawa Hakuen. A sua última performance, após inúmeras apresentações em uma incrível variedade de papéis e teatros foi em março de 1802, no Kawarazaki-za. Ichikawa Hakuen faleceu em outubro de 1806, na sua pequena cabana em Mukōjima.
Teve muitos discípulos, incluindo Matsumoto Kōshirō IV, Ichikawa Omezō I, Ichikawa Tatsuzō I (Hanai Saizaburō IV), Ichikawa Mitsuzō (Nakamura Matsue II), Ichikawa Takizō, Ichikawa Hamazō, Ichikawa Tomiemon, e Ichikawa Kosanza.

## Ver também

O brasão da família Ichikawa (mon)